# Аспремон-Линден, Фердинанд Гобер д’
Граф Фердинанд Гобер д’Аспремон-Линден (фр. Ferdinand Gobert d'Aspremont Lynden; ок. 1645, замок Рекхейм, Лимбург — 1 февраля 1708, там же) — фельдмаршал Священной Римской империи.
Глава знатного южнонидерландского (бельгийского) семейства, которому принадлежало имперское графство Рекхейм со столицей в Ланакене. Сын графа Фердинанда д’Аспремон-Линдена (1611—1665) и Элизабеты фон Фюрстенберг-Хейлигенберг (1621—1662).
Поступил на баварскую службу, где командовал кирасирским полком. В 1683 участвовал в обороне Вены. В 1686, в чине фельдмаршал-лейтенанта, в составе корпуса Макса Эммануэля Баварского принимал участие в осаде Буды. Был тяжело ранен во время одного из штурмов. В 1687 был назначен комендантом Эсека, отвоеванного у османов. В 1689—1690 командовал войсками в Белграде и руководил обороной города против войск великого визиря Мустафы Кёпрюлю. Понеся большие потери, вместе с герцогом де Круа принял решение эвакуировать остатки гарнизона через Дунай (8 октября 1690). По возвращении в Вену был взят под условный арест до выяснения обстоятельств падения Белграда.
В 1691 похитил содержавшуюся под стражей Юлию Барбару Ракоци, сестру трансильванского правителя Ференца II Ракоци, и наследницу крупных земельных владений, и обвенчался с ней, к большому неудовольствию императора.
В 1697 получил чин полного генерала, затем был произведен в генерал-фельдмаршалы.

## Семья
1-я жена (1679): Шарлотта (1643—1686), дочь князя Георга Людвига Нассау-Дилленбургского и Анны Августы Брауншвейг-Вольфенбюттельской.
2-я жена (1691): Юлия Барбара (1669—1717), дочь князя Трансильвании Ференца I Ракоци и Илоны Зриньи.
От первого брака была дочь Шарлотта Мария Гобертина, монахиня в Мюнстербильзене; от второго брака несколько детей, в том числе:
- граф Шарль-Гобер д’Аспремон-Линден и фон Рекхейм (1703—1749).

Племянником Фердинанда Гобера был Фердинанд Шарль Гобер, граф д’Аспремон-Линден (1689—1772), имперский генерал-фельдмаршал.